# Асташкевич, Семён Семёнович
Семён Семёнович Асташкевич — начальник механизированной колонны № 30 треста «Востоксибэлектросетьстрой» , Герой Социалистического Труда (1962) .

## Биография
Заместитель секретаря комитета комсомола в Донецком индустриальном институте, горный инженер по подземной разработке угольных месторождений, курсант Харьковского Краснознамённого военного училища химической защиты, участник Великой Отечественной войны, капитан. После войны — начальник центральных электромеханических мастерских Львовского монтажного участка треста «Укрсельэнерго», старший инженер, затем прораб, начальник монтажного участка №12 треста «Донбассэлектромонтаж», начальник механизированной колонны №30 треста «Востоксибэлектросетьстрой» Министерства транспортного строительства СССР, управляющий трестом в Кемеровской области, глава управления «Главэлектромонтаж» в Москве.
После выхода на пенсию проживал в Москве.

### Трудовой подвиг
Указом Президиума Верховного Совета СССР от 2 июня 1962 года присвоить звание Героя Социалистического Труда Семену Семеновичу Асташкевичу, начальнику механизированной колонны № 30, филиала треста «Байкалвостоксибэлектросетьстрой», за производственные успехи в работе на железнодорожной трассе Москва-Байкал.